# Joanna Sosnowska (polityk)
Joanna Katarzyna Sosnowska (ur. 26 sierpnia 1968 w Lidzbarku Warmińskim, zm. 17 września 2018 w Preston) – polska polityk i urzędniczka samorządowa, posłanka na Sejm III i IV kadencji.

## Życiorys
Córka Teodora i Raisy. Przed rozpoczęciem kariery politycznej była urzędniczką w Urzędzie Wojewódzkim w Olsztynie, odpowiadała za pomoc ofiarom przemocy w rodzinie. W 2002 ukończyła studia na Wydziale Humanistycznym Szkoły Wyższej im. Pawła Włodkowica w Płocku.
W 1991 wstąpiła do Socjaldemokracji Rzeczypospolitej Polskiej. Należała do Ruchu Społecznego „NIE”. Była posłanką III i IV kadencji wybraną w okręgach olsztyńskich: nr 29 i nr 35 z listy Sojuszu Lewicy Demokratycznej. W 2004 przeszła do Socjaldemokracji Polskiej. W wyborach w 2005 nie została ponownie wybrana.
W 2006 uzyskała mandat radnej Rady Miasta Olsztyn, kandydując z listy Lewicy i Demokratów. W 2008 odeszła z klubu radnych LiD, a następnie przeszła do klubu radnych Platformy Obywatelskiej. W kolejnych wyborach z ramienia SLD startowała do rady miasta, nie uzyskując mandatu. W 2015 jako członkini tej partii ponownie startowała do Sejmu z listy Zjednoczonej Lewicy.
Została pochowana 5 października 2018 na cmentarzu komunalnym w Olsztynie.